# Cantonul Aureilhan
Cantonul Aureilhan este un canton din arondismentul Tarbes, departamentul Hautes-Pyrénées, regiunea Midi-Pyrénées, Franța.

## Comune
| Comune    | Populație (1999) | Cod poștal | Cod INSEE |
| --------- | ---------------- | ---------- | --------- |
| Aureilhan | 7 881            | 65800      | 65047     |
| Bours     | 828              | 65460      | 65108     |
| Chis      | 282              | 65800      | 65146     |
| Orleix    | 1 713            | 65800      | 65340     |